# Mas d'en Fidel Dasca
El Mas d'en Fidel Dasca, o Bosc d'en Fidel Dasca, és una masia del municipi de Valls (Alt Camp) inclosa en l'Inventari del Patrimoni Arquitectònic de Catalunya. Forma part del conjunt de les Masies dels Boscos. Antigament era coneguda com a Can Cendròs.

## Descripció
Es tracta d'un edifici molt harmònic amb una composició de la façana principal totalment simètrica. Consta d'una zona porxada ben resolta, amb sis pilars metàl·lics que suporten una àmplia terrassa en el primer pis. La construcció consta d'una planta baixa, un primer pis i una golfa. En planta determina un rectangle, del qual sobresurt un altre adossat, que correspon al pòrtic existent a la fatxada principal. Aquesta té cinc obertures en cadascuna de les dues plantes, ja que en la segona es pot afirmar que en té una obertura, encara que n'existeixin set, però són molt estretes i totes disposen de finestres de tipus llebret, de color verd.
Als baixos hi ha quatre finestres i la porta d'accés, totes emmarcades d'una manera senzilla. Cal destacar els revoltons corresponents al porxo i el paviment que ens donen un ambient força agradable.
Gran terrassa a la primera planta que està envoltada per una barana de ferro forjat, que està suportada per sis columnes metàl·liques, amb una sèrie de dibuixos d'elements vegetals. Aquesta façana està rematada per una cornisa suportada per 29 biguetes de fusta i, a la vegada, sustenta la coberta a dos vessants que està construïda per teula ceràmica vidrada de color verd. La fatxada posterior disposa de diverses obertures. Als baixos hi ha una porta enreixada d'entrada i tres finestres grans i una molt petita; a la segona planta, coincidint els seus eixos amb els de la planta baixa, també hi ha quatre obertures, de dimensions més reduïdes, i a la segona, tan sols hi ha tres petites finestres.
Tot el conjunt arquitectònic està envoltat per un bosc frondós. En el seu dia, era coneguda com a Can Cendròs.